# دماغ ریگ
دماغ ریگ، روستایی در دهستان کرگان بخش بندزرک شهرستان میناب در استان هرمزگان ایران است.
فاصله این روستا تا شهر میناب ۲۲ کیلومتر می‌باشد.

## جمعیت
بر پایه سرشماری عمومی نفوس و مسکن در سال ۱۳۹۵، جمعیت این روستا برابر با ۴۰۴ نفر (۱۰۴ خانوار) بوده‌است.